# Joytime
Joytime è il primo album in studio del DJ statunitense Marshmello, pubblicato l'8 gennaio 2016.

## Tracce
1. Know Me – 3:26
2. Summer – 3:53
3. Find Me – 3:00
4. Take It Back – 3:53
5. Bounce – 3:32
6. Blocks – 3:29
7. Show You – 2:57
8. Want U 2 – 3:02
9. Home – 3:48
10. Keep It Mello (feat. Omar Linx) – 4:03